# Floraí (tiểu vùng)
Floraí là một tiểu vùng thuộc bang Paraná, Brasil. Tiều vùng này có diện tích 1364 km², dân số năm 2007 là 33868 người.